# 5458 Aizman
Az 5458 Aizman (ideiglenes jelöléssel 1980 TB12) a Naprendszer kisbolygóövében található aszteroida. Nyikolaj Sztyepanovics Csernih fedezte fel 1980. október 10-én.